# James Zimmerman
James „Jim“ Edward Zimmerman (* 19. Februar 1923 in Lantry, South Dakota; † 4. August 1999 in Boulder) war ein US-amerikanischer Physiker mit bedeutenden Arbeiten in der Weiterentwicklung des SQUID (rf-SQUID) und deren Anwendung.
Zimmerman wuchs als Sohn eines Farmers auf einer Ranch in Süd-Dakota auf. Er machte 1943 seinen Bachelor-Abschluss in Elektrotechnik an der South Dakota School of Mines and Technology, war danach an den Westinghouse Research Laboratories in Pittsburgh an der Entwicklung der Radar-Technologie beteiligt und ging in diesem Zusammenhang im Zweiten Weltkrieg auch nach Sydney. Nach dem Krieg setzte er sein Studium in Pittsburgh fort und wurde 1951 bei Immanuel Estermann am Carnegie Institute of Technology in Physik promoviert (über Tieftemperaturphysik). Anschließend forschte er dort noch zwei Jahre. 1951 bis 1953 war er an der Smithsonian Institution, wo er die Solarkonstante an Observatorien in Kalifornien und Chile maß.  Danach war er an den Forschungslaboratorien der Ford Motor Company in Dearborn, Michigan. Dort befasste er sich wieder mit Tieftemperaturphysik. Anfang der 1960er Jahre kam es durch die Entdeckung des Josephson-Effekts (und dessen Demonstration durch John Rowell an den Bell Laboratories 1963) zu dramatischen Umbrüchen in der dortigen Forschung. 1964 bauten James Mercereau, Arnold Silver, Robert Jaklevic und John Lambe bei Ford ein Quanten-Interferometer mit 2 Josephson-Verbindungen, das Zimmerman dann vereinfachte.
1965 entwickelten dann Silver und Zimmerman das erste SQUID - Magnetometer und Verstärker (Superconducting Quantum Interference Device, der Name stammt auch von ihm), das nur einen Josephson-Kontakt hatte. Danach widmete er einen Großteil seiner Forscherkarriere der Weiterentwicklung dieses Messinstruments, erst bei Ford und dann ab 1970 am National Bureau of Standards (NBS, heute NIST) in Boulder, wo er das SQUID Gradiometer (das die Sensitivität für Felder in der Umgebung verbesserte) und das Fractional turn SQUID einführte (das die Kopplung verbesserte). Er wandte das SQUID in der Geophysik, beim Biomagnetismus, Medizin und in der Metrologie an. Er war Teil der Teams, die das erste Magnetokardiogramm (in einem Experiment am Massachusetts Institute of Technology (MIT) durch David Cohen und Edgar Edelsak 1969) und das erste Magnetoenzephalogramm von Akustisch evozierten Potenzialen aufnahm (1976).
Um die Anwendung von SQUIDs außerhalb des Labors praktikabler zu machen (für den Betrieb sind tiefe Temperaturen nötig) entwickelte er Stirlingmotor-Kühlungen. So demonstrierte er 1977 (mit Ray Radebaugh) ein SQUID das mit einem Stirlingmotor hauptsächlich aus Kunststoff auf 8,5 Kelvin gekühlt wurde. Die Verwendung von Kunststoff vermied Magnetfeldstörungen der SQUID-Magnetometer.
1987 war er einer der ersten, der ein SQUID mit den damals neu entdeckten Hochtemperatursupraleitern herstellte.
Für pädagogische Zwecke entwickelte er ausgeklügelte Pendel-Modelle, um die SQUID-Dynamik zu demonstrieren.
1985 ging er beim NBS (NIST) in den Ruhestand. Er war Fellow des NIST und erhielt deren höchste Auszeichnung, den Samuel Wesley Stratton Award. Er erhielt den Humboldt-Forschungspreis.
1969 war er einer der Gründer der SHE Corporation (später BTI), die den ersten kommerziell erhältlichen SQUID vermarktete.